# Taipei Women's Championships 1989
Taipei Women's Championships 1989 — жіночий тенісний турнір, що проходив на відкритих кортах з твердим покриттям у Тайбеї (Республіка Китай). Належав до турнірів 1-ї категорії в рамках Туру WTA 1989. Відбувсь учетверте і тривав з 24 до 30 квітня 1989 року. Перша сіяна Енн Мінтер здобула титул в одиночному розряді.

## Фінальна частина

### Одиночний розряд
Енн Мінтер —  Кеммі Макгрегор 6–1, 4–6, 6–2
- Для Мінтер це був єдиний титул в одиночному розряді за сезон і 4-й (останній) - за кар'єру.

### Парний розряд
Марія Ліндстрем /  Хетер Ладлофф —  Сесілія Дальман /  Міягі Нана 4–6, 7–5, 6–3
- Для Ліндстрем це був перший титул в парному розряді за кар'єру. Для Ладлофф це був єдиний титул в парному розряді за сезон і 2-й - за кар'єру.